# Старые Войковичи
Ста́рые Во́йковичи (бел. Старыя Войкавічы) — деревня в Барановичском районе Брестской области. Входит в состав Столовичского сельсовета, до 2013 года принадлежала Меденевичскому сельсовету. Население — 3 человека (2019).

## География
Деревня находится в 15 км к северо-востоку от центра города Барановичи и в 6,5 км по автодорогам к северо-востоку от центра сельсовета, агрогородка Столовичи. Местность принадлежит к бассейну Немана, рядом с деревней протекает в своём верхнем течении река Щара, на которой создана сеть мелиоративных канав. Деревня связана местными дорогами с окрестными деревнями. Километром севернее находится деревня Новые Войковичи. В 8 км от деревни находится железнодорожная платформа Крошин (линия Барановичи — Минск).

## История
В начале XX века Старые Войковичи — деревня Городищенской волости Новогрудского уезда Минской губернии с 4 дворами, отделившаяся от Войковичей.
Во время Первой мировой войны в окрестностях деревни Старые Войковичи происходили тяжелые бои с большим количеством жертв со стороны российской армии. Сохранились укрепления этих времён.
Согласно Рижскому мирному договору (1921) деревня с 8 дворами вошла в состав межвоенной Польши, где принадлежала гмине Городище Барановичского повета Новогрудского воеводства. В польский период был возведён памятник польским легионам, сохранившийся до наших дней.
С 1939 года в составе БССР, в 1940–57 годах — в Городищенском районе Барановичской, с 1954 года Брестской области. Затем — в Барановичском районе. С конца июня 1941 года до июля 1944 года оккупирована немецко-фашистскими войсками.
До недавнего времени работал магазин.
В 2013 году передана из упразднённого Меденевичского сельсовета в Столовичский.

## Население
| Численность населения (по переписи) | Численность населения (по переписи) | Численность населения (по переписи) | Численность населения (по переписи) | Численность населения (по переписи) | Численность населения (по переписи) | Численность населения (по переписи) | Численность населения (по переписи) | Численность населения (по переписи) |
| 1897                                | 1909                                | 1921                                | 1939                                | 1959                                | 1970                                | 1999                                | 2009                                | 2019                                |
| ----------------------------------- | ----------------------------------- | ----------------------------------- | ----------------------------------- | ----------------------------------- | ----------------------------------- | ----------------------------------- | ----------------------------------- | ----------------------------------- |
| 174                                 | ↗210                                | ↘37                                 | ↗70                                 | ↗76                                 | ↘48                                 | ↘20                                 | ↘8                                  | ↘3                                  |

## Достопримечательности
- Памятник польским легионам, увенчанный тремя крестами.
- Оборонительные сооружения первой мировой войны.